# بريندا تشيري
بريندا تشيري (بالإنجليزية: Brenda Cherry)‏ هي ناشِطة أمريكية، ولدت في 19 مارس 1958.